# Apamea commoda
Apamea commoda là một loài bướm đêm thuộc họ Noctuidae. Nó được tìm thấy ở Nova Scotia phía tây ngang qua miền nam Canada tới miền nam British Columbia, phía bắc đến Alaska và Yukon Territory, và phía nam at least into Manitoba.
Sải cánh khoảng 37 mm. Con trưởng thành bay từ tháng 6 đến tháng 7 tùy theo địa điểm.

## Phụ loài
- Apamea commoda commoda
- Apamea commoda alberta (Alberta)